# Tondanichthys kottelati
Tondanichthys kottelati é uma espécie de peixe da família Hemiramphidae.
É endémica da Indonésia.